# 京納
49°1′38″N 26°43′43″E / 49.02722°N 26.72861°E
京納（烏克蘭語：Тинна）是位於烏克蘭西部赫梅利尼茨基州裏卡緬涅茨-波多利斯基區的村莊，面積3.3平方公里，海拔高度326米，2001年人口775，人口密度每平方公里234.6人。